# 六氟锑酸三碘
六氟锑酸三碘是一种无机化合物，化学式为I3SbF6。它可由碘和五氟化锑在二氧化硫中反应制得：
3 I2 + 3 SbF5 → 2 I3SbF6 + SbF3
它和叠氮化银在二氧化硫中反应，可以得到I2N3SbF6，它会缓慢分解为I4(SbF6)2。它和甲基三氟甲基硫醚反应，可以得到相应的锍盐：
I3+SbF6− + CH3SCF3 → [CH3S+(CF3)I]SbF6− + I2